# Ukhra
Ukhra è una suddivisione dell'India, classificata come census town, di 19.868 abitanti, situata nel distretto di Bardhaman, nello stato federato del Bengala Occidentale. In base al numero di abitanti la città rientra nella classe IV (da 10.000 a 19.999 persone).

## Geografia fisica
La città è situata a 23° 30' 56 N e 88° 17' 08 E.

## Società

### Evoluzione demografica
Al censimento del 2001 la popolazione di Ukhra assommava a 19.868 persone, delle quali 10.529 maschi e 9.339 femmine. I bambini di età inferiore o uguale ai sei anni assommavano a 2.137, dei quali 1.080 maschi e 1.057 femmine. Infine, coloro che erano in grado di saper almeno leggere e scrivere erano 13.706, dei quali 8.047 maschi e 5.659 femmine.